# Phare de Canasí
Le phare de Canasí (en espagnol : Faro de Canasí) est un phare actif situé du côté nord de Arcos de Canasí (en) dans la province de Mayabeque, à Cuba.

## Histoire
Arcos de Canasí est un petit village appartenant à la municipalité de Santa Cruz del Norte qui se situe à l'ouest de Boca de Jaruco.
Le phare, qui est la plus haute lumière de Cuba, se dresse sur une falaise au-dessus de la plage au nord d'Arcos de Canasí. Il marque l'approche, par l'ouest, du port pétrolier qui se trouve sur la rivière Jaruco au sud de Boca Jaruco.

## Description
Ce phare est une tour en fibre de verre, avec une galerie et une balise de 14 m de haut. La tour est peinte en blanc avec une bande rouge. Il émet, à une hauteur focale de 125 m, un éclat blanc période de 7 secondes. Sa portée est de 15 milles nautiques (environ 28 km).
Identifiant : ARLHS : CUB-018 ; CU-0150 - Amirauté : J4867.5 - NGA : 110-12613

### Lien connexe
- Liste des phares de Cuba